# HMS Ruler (D72)
Le HMS Ruler est un porte-avions d'escorte de la classe Bogue utilisé par la Royal Navy pendant la Seconde Guerre mondiale.

## Constructions
Le Ruler est initialement mis sur quille au chantier de Tacoma (près de Seattle) le 25 mars 1943, c'est l'un 45 porte-avions d'escortes de la classe Bogue, de petits porte-avions rapides à construire basés sur une coque de cargo. Comme 33 autres navires de la classe, il est transféré à la Royal Navy (dans le cadre du lend-lease), transfert décidé avant son achèvement. Après sa livraison à la Royal Navy, il est, comme beaucoup des navires de cette classe, transféré au chantier Burrard, à Vancouver (Canada), pour être mis aux normes de la royal Navy.

## Historique
En 1944, il effectue plusieurs traversées entre les États-Unis et le Royaume-Uni pour transporter des avions de combat (Hellcat, Corsair, Avenger). Il participe ensuite à la protection des convois dans l’Atlantique Nord.
Début 1945, il est déployé dans le Pacifique, prenant part à un raid sur l'atoll de Truk et à la bataille d’Okinawa. Il rejoint la British Pacific Fleet et entre dans la baie de Tokyo juste avant la reddition japonaise. En septembre 1945, il rapatrie environ 450 anciens prisonniers de guerre en Australie.
Après la guerre, le Ruler retourne aux États-Unis, retiré du service actif de la Royal Navy, rendu à la marine américaine, puis démantelé en 1946.